# Hurricane (pel·lícula del 1979)
Hurricane és una pel·lícula estatunidenca del 1979 dirigida per Jan Troell. Aquest film, un remake de la pel·lícula de John Ford Huracà sobre l'illa (1937), va ser la segona que Jan Troell va realitzar a Hollywood. Va ser un fracàs.

## Argument
Dècada del 1920 a Bora Bora, a la Samoa Oriental. Charlotte, una pintora estatunidenca, arriba de Boston a l'illa d'Alaya, per visitar el seu pare, el capità Bruckner de la Marina dels Estats Units, a qui no ha vist en bastant temps. Bruckner és el governador dels EUA a l'illa, i governa amb una actitud protectora cap als nadius. Charlotte s'enamora d'un cap de Samoa, amor al que s'oposa el pare de la noia. Mentrestant, un poderós huracà s'acosta amenaçant de devastar l'illa.

## Repartiment
- Timothy Bottoms: Jack Sanford
- Piero Bushin: Running Man
- Mia Farrow: Charlotte Bruckner
- Trevor Howard: el pare Malone
- Dayton Ka'ne: Matangi
- James Keach: Sergent Strang
- Max von Sydow: el doctor Danielsson
- Jason Robards: capità Bruckner
- Nancy Hall Rutgers: Mrs. Blair
- Nick Rutgers: Comandant Blair